# SIGINT

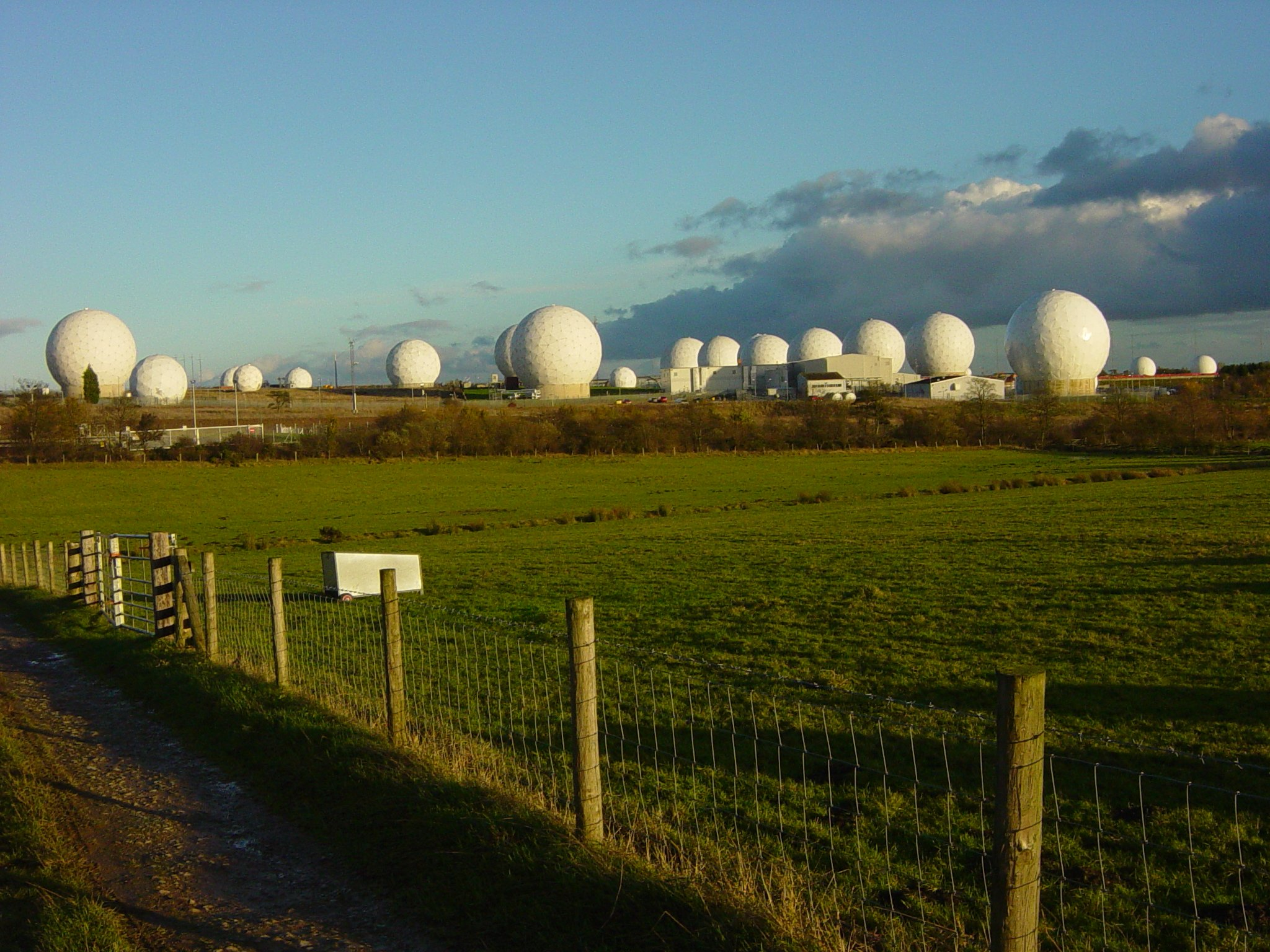
Cúpulas geodésicas da Base Menwith Hill da Força Aérea Real, no Reino Unido, usadas para esconder a direção de antenas e equipamentos do sistema Echelon

SIGINT (acrônimo de signals intelligence) é o termo inglês usado para descrever a atividade da coleta de informações ou inteligência através da interceptação de sinais de comunicação entre pessoas ou máquinas.
O nascimento da SIGINT em um senso moderno data da Guerra Russo-Japonesa de 1904~1905. Conforme a esquadra russa preparava-se para o conflito com o Japão em 1904, o navio britânico HMS Diana estacionado no Canal de Suez interceptou signais sem-fio da marinha russa, destinados para a mobilização dos navios da esquadra; esta foi a primeira vez que algo do tipo ocorreu.

## Subdisciplinas
SIGINT tem as seguintes sub-categorias:
- COMINT, abreviatura de communications intelligence, focado nas comunicações humanas
- ELINT,  abreviatura de electronic intelligence. focado no uso de sensores para obter dados principalmente sobre a rede de defesa inimiga, como alcance de radares.
- FISINT, sigla para foreign instrumentation intelligence, focado em comunicações não humanas, como telemetria de mísseis.

Muitas vezes as atividades de COMINT são descritas como SIGINT, o que pode causar confusão.

## Contexto
Cada vez mais a SIGINT vem se tornado central para os militares, e também para o corpo diplomático, desde o desenvolvimento das telecomunicações e sua aplicação militar, além da mecanização que aumentou a velocidade e raio de atuação das forças, como a blitzkrieg e o uso do submarino e da aviação militar, todos fortes usuários do rádio.
Vários fatos podem comprovar a importância das SIGINT na guerra moderna:
- A falha dos russos de proteger adequadamente as suas comunicações levou à desastrosa derrota na Batalha de Tannenberg.
- A captura do Telegrama Zimmermann foi fator importante na decisão dos Estados Unidos de entrarem na Primeira Guerra Mundial.
- A quebra do código alemão Enigma é considerada um dos fatores mais importantes para a vitória aliada na Segunda Guerra Mundial.
- A quebra do código japonês PURPLE é considerada um dos fatores mais importantes para a vitória americana no Pacífico que terminou com a Segunda Guerra Mundial, influenciando decisivamente a Batalha de Midway.

## Atividades passadas e atuais
- Ultra e Máquina Enigma
- Project VENONA
- PURPLE e Magic (criptografia)
- ECHELON